# Сарагури
Сарагури (грч. Σαράγουροι) је било евроазијско огурско (туркијски племенски савез) номадско племе које се помиње у 5. и 6. веку. Они могу бити Сулуци  (蘇路羯, suoluo-kjɐt)  који се помињу у кинеској Књизи Суеј.  Сарагури су пореклом су из западног Сибира и казахстанских степа, одакле су их Савири раселили северно од Кавказа.
Око 463. године нове ере, Акацири и друга племена која су била део Хунског савеза напала су Сарагуре, једно од првих Огурских племена које је ушло у понтско-каспијску степу као резултат миграција које су у Унутрашњој Азији покренули напад Уара на Кидаре (подгрупа Зијона. Акацири су живели северно од Црног мора, западно од Крима. Према Прискусу, Ернак и Денгизих су 463. године послали представнике Сарагура, Огура (или Урогија)), можда византијска грешка за Ујгуре)) и Оногуре цару у Цариград, и објаснио је да су их Сабири протерали из своје домовине, које су Авари напали у Унутрашњој Азији. Године 469. Сарагури су затражили и добили римску заштиту. Крајем 500-их Сарагури, Кутригури, Утигури и Оногури су држали део степе северно од Црног мора. Године 555. Псеудо-Захарија Ретор помиње Сарагуре као једно од тринаест номадских племена северно од Кавказа, међутим, неизвесно је да ли је племе још увек постојало у то време. Између 630. и 635. године кан Кубрат је успео да уједини Оногуре и Бугаре са племенима Кутригура и Утигура, а вероватно и Сарагура, под јединственом влашћу, стварајући моћну конфедерацију коју су средњовековни аутори у Западној Европи називали Стара Велика Бугарска, или Патрија Оногурија. Према неким научницима, тачније се назива Оногундурско-бугарско царство.
Сараγур или Шара Оγур значи „жути” или „бели”, а може се чак и превести као „западњаци”.